# Haftgrund
Neben dem dringenden Tatverdacht und der Verhältnismäßigkeit ist ein Haftgrund die wichtigste Voraussetzung der Anordnung der Untersuchungshaft.
Der Richter darf einen Haftgrund nur bejahen, wenn es dafür bestimmte objektive Tatsachen bzw. Anhaltspunkte gibt. Bloße allgemeine Mutmaßungen oder vermeintliche Erfahrungssätze reichen also nicht aus.
Die Haftgründe sind in § 112 und § 112a Strafprozessordnung (StPO) normiert.

## „Klassische“ Haftgründe
Das deutsche Strafprozessrecht kennt drei „klassische“ Haftgründe. Ihnen ist gemein, dass es der Hauptzweck der Untersuchungshaft ist, das laufende Ermittlungsverfahren bzw. das anschließende Strafverfahren und die Strafvollstreckung zu schützen.

### Flucht (§112 Abs.2 Nr.1 StPO)
Dieser Haftgrund liegt vor, wenn der Beschuldigte flüchtig ist oder sich verborgen hält, sodass er dem Zugriff der Ermittlungsbehörden, Gerichte und Strafvollstreckungsbehörden, entzogen ist. Flüchtig ist, wer sich von seinem bisherigen Lebensmittelpunkt absetzt. Dies wird in der Regel angenommen, wenn man sich ins Ausland absetzt, aber auch wenn die bisherige Wohnung aufgegeben wird und keine neue Anmeldung beim Einwohnermeldeamt erfolgt. Um als flüchtig zu gelten, muss der Grund der Abwesenheit sein, dass sich der Beschuldigte dem Verfahren entziehen will. Um als flüchtig zu gelten, genügt es aber, wenn der Beschuldigte in Kauf nimmt, dass er dadurch den Zugriff der Strafverfolgungsbehörden verhindert, eine derartige Absicht muss nicht vorliegen. Kehrt beispielsweise ein Ausländer in sein Heimatland zurück, kann daher nicht von vornherein von Flucht gesprochen werden, wenn es für seine Rückkehr andere Gründe gibt.
Verborgen hält sich, wer unangemeldet an einem unbekannten Ort oder unter falschen Personalien lebt, um sich so dem Zugriff der Strafverfolgungsbehörden dauerhaft zu entziehen. Verbirgt sich der Beschuldigte aus anderen Gründen (etwa um eine Abschiebung zu verhindern oder im Rahmen eines Sorgerechtsstreits oder um sich vor seinen Gläubigern zu verstecken), liegt keine Flucht vor.
Ob Flucht wirklich vorlag, kann oft erst abschließend geklärt werden, wenn der Gesuchte gefunden worden ist. Deshalb sind die Anforderungen für die Bejahung dieses Haftgrundes gering und es genügt, wenn es wahrscheinlich ist, dass der Beschuldigte nicht auffindbar ist, weil er flüchtig ist und es eher unwahrscheinlich ist, dass ein anderer Grund für sein Verschwinden vorliegt.
Wird der Beschuldigte aufgrund des Haftbefehls gefasst, liegt keine Flucht mehr vor und der Haftgrund entfällt. Auf Grund der zuvor erfolgten Flucht wird aber meist der Haftgrund der Fluchtgefahr ab diesem Zeitpunkt gegeben sein.

### Fluchtgefahr (§112 Abs.2 Nr.2 StPO)
Dieser Haftgrund liegt vor, wenn die Gefahr besteht, dass der Beschuldigte sich dem Zugriff der Ermittlungsbehörden, Gerichte und Strafvollstreckungsbehörden entziehen will.
Für die Annahme der Fluchtgefahr muss im Einzelfall abgewogen werden, ob es wahrscheinlicher ist, dass sich der Beschuldigte der Strafverfolgung entziehen wird, als dass er sich für die Verfolgung zur Verfügung stellt. Bei der Abwägung sind die Umstände des Einzelfalles entscheidend.
Die Höhe der angedrohten Strafe, die Schwere der Schuld und ob gegebenenfalls eine ausgesetzte Bewährungsstrafe gefährdet wird, sind Indizien, die eine Fluchtgefahr begründen können, es muss sich aber auch zusätzlich aus dem Verhalten, den Lebensumständen oder der Persönlichkeit des Beschuldigten ergeben, ob er eher fliehen wird, als sich dem Strafverfahren zu stellen.
Bei einer besonders hohen Straferwartung bei Kapitalverbrechen geht die Staatsanwaltschaft schon von vornherein von einer Fluchtgefahr aus und prüft nur noch Umstände, die einer Fluchtgefahr im konkreten Fall entgegenstehen könnten.
Für Fluchtgefahr sprechen beispielsweise gute Beziehungen ins Ausland, leicht lösbare Wohnverhältnisse oder fehlende soziale oder familiäre Bindungen. Sie kann auch bejaht werden, wenn zu befürchten ist, dass sich der Beschuldigte durch Drogen oder Alkoholmissbrauch der Strafverfolgung entzieht, indem er sich in einen verhandlungsunfähigen Zustand versetzt. Gegen die Annahme von Fluchtgefahr können hohes Alter oder feste familiäre oder berufliche Bindungen sprechen. Der Annahme einer Fluchtgefahr steht zudem nicht entgegen, dass der Beschuldigte bereits in Haft befindlich ist. Eine solche Konstellation liegt im Fall der Überhaft vor, die das Verfahren sichern soll, sofern ein bereits bestehender anderweitiger Haftbefehl aufgehoben wird.

### Verdunkelungsgefahr (§ 112 Abs. 2 Nr. 3 StPO)
Dieser Haftgrund liegt vor, wenn mit großer Wahrscheinlichkeit der Beschuldigte auf Beweismittel einwirken wird, so dass die Gefahr droht, dass die Ermittlung der Wahrheit erschwert werde.
Verdunklungsgefahr liegt demnach vor, wenn der Beschuldigte durch sein Verhalten den Verdacht erregt, er werde selbst Beweismittel vernichten, verändern, fälschen oder beiseite schaffen oder andere dazu veranlassen, dies zu tun. Dabei muss es sein Ziel sein, die Beweislage zu seinen Gunsten zu verändern. Darüber hinaus muss durch das mögliche Einwirken des Beschuldigten auch die Beweislage erschwert werden. Der Haftgrund liegt beispielsweise unproblematisch vor, wenn der Beschuldigte versucht Zeugen zu bestechen, zu bedrohen oder zu täuschen oder wenn er beweisrelevante Unterlagen vernichtet. Ist allerdings die Beweislage bereits gesichert, kann der Haftgrund der Verdunklungsgefahr nicht mehr vorliegen. Ebenso hat der Beschuldigte ein Recht, Entlastungszeugen zu suchen und diese gegebenenfalls zu befragen.

## Weitere Haftgründe

### Strafen der Schwerkriminalität (§112 Abs.3 StPO)
Wenn der Beschuldigte dringend verdächtig ist, bestimmte Delikte aus dem Bereich der Schwerkriminalität begangen zu haben, ist nach dem Wortlaut von § 112 Abs. 3 StPO ein Haftgrund nicht erforderlich. Allerdings verstößt die Vorschrift gegen den Grundsatz der Verhältnismäßigkeit und ist daher offensichtlich verfassungswidrig. Das Bundesverfassungsgericht hat daher entschieden, dass die Vorschrift verfassungskonform auszulegen ist und dass ein Haftbefehl aus diesem Grund nur erlassen werden kann, wenn zusätzlich zu den in § 112 Abs. 3 StPO vorliegenden Katalogtaten Umstände vorliegen, die begründen, dass ohne eine Festnahme des Beschuldigten die Tat nicht oder nicht alsbald aufgeklärt werden kann.
In der Praxis bedeutet dies, dass die strengen Anforderung des § 112 Abs. 2 StPO im Bereich der Katalogtaten derart gelockert werden, dass schon der nicht ausschließbare Verdacht einer Flucht, Fluchtgefahr oder Verdunkelungsgefahr ausreicht, um bei dringendem Tatverdacht einen Haftbefehl zu begründen.
§ 112 Abs. 3 StPO ist nicht anwendbar im Falle des Verdachts eines Vollrausches nach § 323a StGB, auch wenn die Straftat, wegen der nicht bestraft werden könnte, eine Katalogtat des § 112 Abs. 3 StPO darstellt.

### Wiederholungsgefahr (§ 112a StPO)
In § 112a StPO wird für eine Reihe von schwereren Straftaten der Haftgrund der Wiederholungsgefahr normiert. Seit dem 31. März 2007 ist auch Nachstellung eine dieser Straftaten (§ 112a Abs. 1 Nr. 1 StPO).
Der Haftgrund der Wiederholungsgefahr hat die Verhinderung zukünftiger Straftaten zum Zweck und ist eine vorbeugende Maßnahme der Sicherungshaft zum Schutz der Allgemeinheit. Er stellt eine Ausnahme vom Grundsatz dar, dass das Ziel des Strafprozessrechts nur die Verfolgung bereits begangener Straftaten ist. Die Norm hat somit weniger strafrechtliche als präventiv-polizeiliche Struktur.
Voraussetzungen sind, dass der Beschuldigte dringend verdächtig ist, ein der in § 112a Abs. 1 Nr. 1 StPO aufgeführtes schweres Sexualdelikt begangen zu haben (einmalige Begehung genügt) oder eine in § 112a Abs. 1 Nr. 2 StPO aufgeführte, die Rechtsordnung schwerwiegend beeinträchtigendes Straftat wiederholt oder fortgesetzt begangen zu haben und dass bestimmte Tatsachen die Gefahr begründen, dass er vor rechtskräftiger Aburteilung weitere erhebliche Straftaten gleicher Art begehen oder die Straftat fortsetzen werde, sowie dass die Haft zur Abwendung der drohenden Gefahr erforderlich ist und in den Fällen des § 112a Abs. 1 Nr. 2 StPO zusätzlich eine Freiheitsstrafe von mehr als einem Jahr zu erwarten ist.
Die Verhältnismäßigkeit ist hier nur gewahrt, wenn die Untersuchungshaft nicht außer Verhältnis zur erwartenden Strafe steht.
Ein Haftbefehl, für den bereits ein Haftgrund nach § 112 StPO vorliegt, kann nicht mit dem Vorliegen von Wiederholungsgefahr begründet werden (Subsidiarität).